# Laxmidevarahalli, Arsikere
Laxmidevarahalli là một làng thuộc tehsil Arsikere, huyện Hassan, bang Karnataka, Ấn Độ.